# لولا برتت
لولا برتت (انگلیسی: Lola Berthet؛ زادهٔ ۳ ژانویهٔ ۱۹۷۷ ‏(۴۸ سال)) بازیگر اهل آرژانتین است. از فیلم‌ها یا برنامه‌های تلویزیونی که وی در آن نقش داشته است می‌توان به امپراتوری فرانک اشاره کرد.